# Josip Pokupec
Josip Pokupec (* 20. August 1913 in Pojatno; † 2. April 1999 in Hamilton (Ontario)) war ein Radrennfahrer aus dem früheren Jugoslawien und nationaler Meister im Radsport.

## Sportliche Laufbahn
Pokupec war Straßenradsportler und stammte aus dem kroatischen Teil des Landes. Er war Teilnehmer der Olympischen Sommerspiele 1936 in Berlin. Bei den Olympischen Spielen schied er im olympischen Straßenrennen beim Sieg von Robert Charpentier  aus dem Rennen aus. Jugoslawien kam mit August Prosenik, Franjo Gartner, Ivan Valant und Josip Pokupec nicht in die Mannschaftswertung.
1938 siegte er in der nationalen Meisterschaft im Straßenrennen vor Franc Abulnar, 1939 wurde er Dritter der Meisterschaft. 1939 gewann er eine Etappe der Serbien-Rundfahrt. Nach dem Zweiten Weltkrieg wanderte er nach Kanada aus.